# Zero Halliburton

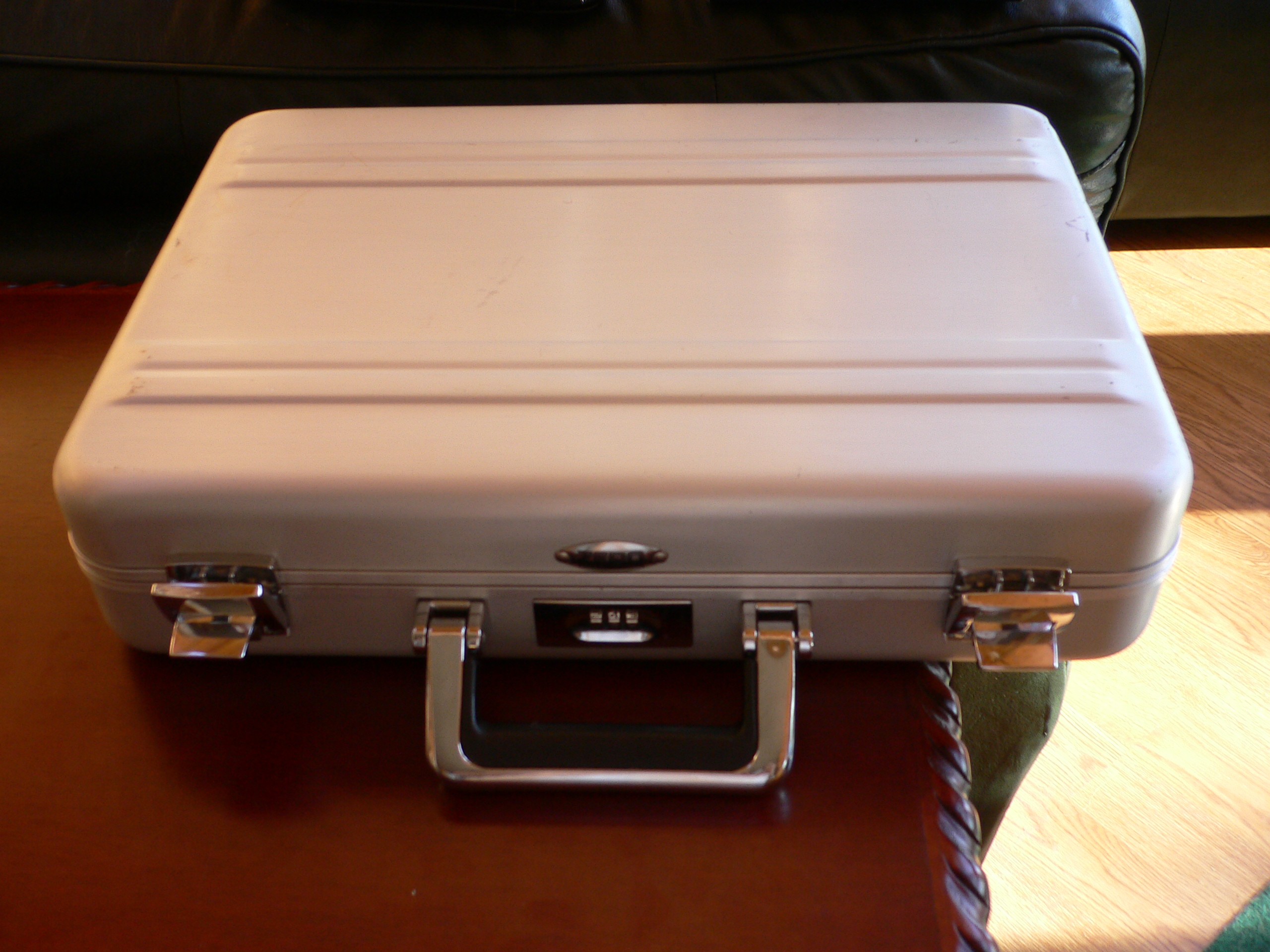
Кейс Zero Halliburton

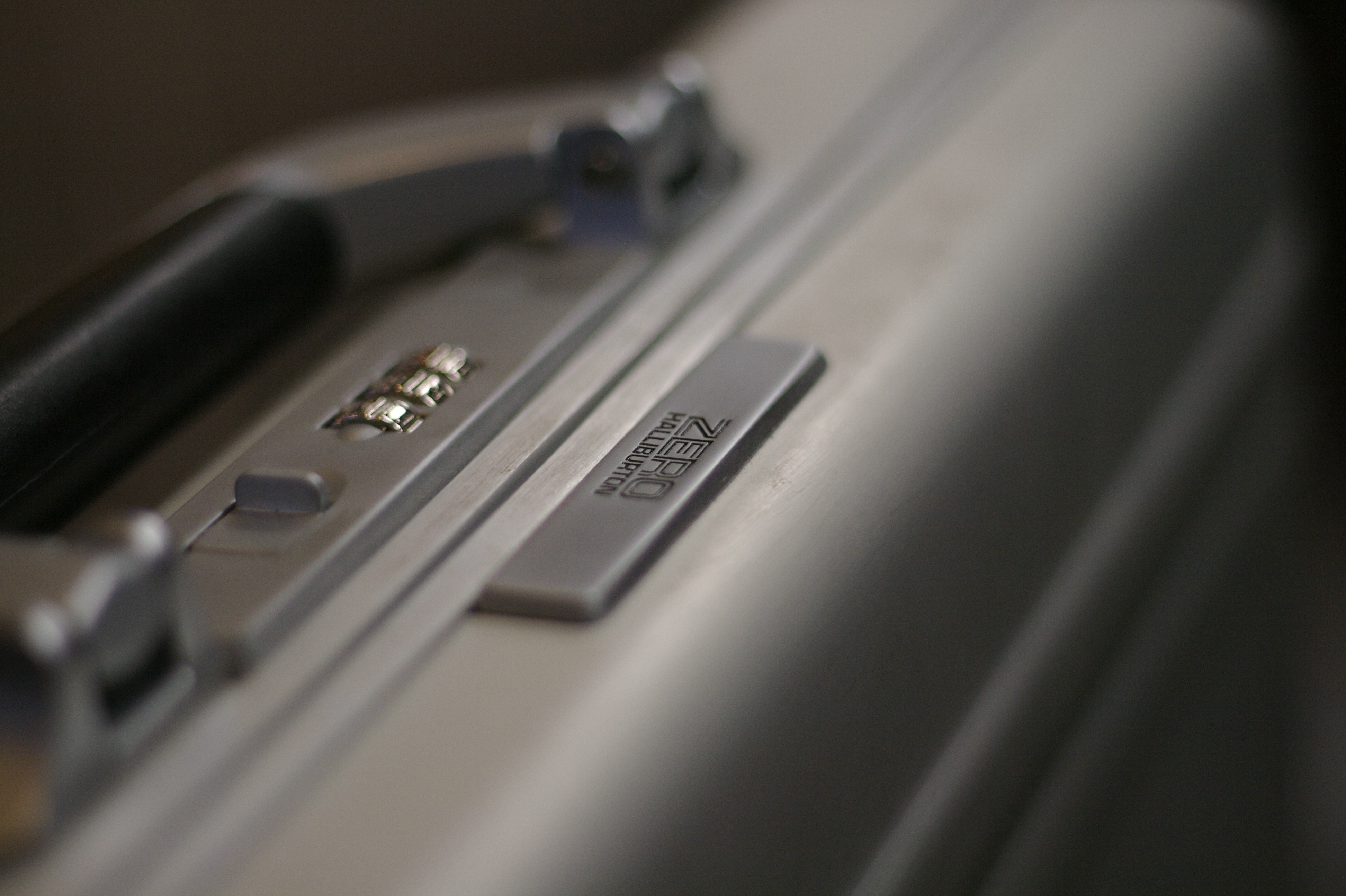
Закрытый кейс

Zero Halliburton — компания по производству износостойких дорожных и деловых кейсов, преимущественно изготавливаемых из алюминия. Первоначально специализировалась на производстве металлоизделий и называлась Zierold Company, а в 1946 году переименовалась в Zero Corporation. В 1952 году компания, ранее не имевшая отношения к Halliburton, купила подразделение этой компании, занимавшееся производством дорожных сумок и чемоданов. 29 сентября 2006 г. Zero Corporation продала это подразделение компании ACE Co. Ltd., японскому производителю дорожных чемоданов. На сегодня Zero Halliburton является дочерней компанией ACE Co. Ltd. из Осаки и Токио.
Эрл П. Халлибёртон, основатель компании, в 1938 году поручил инженерам сделать ему чемодан из алюминия, потому что багажные сумки из других материалов не могут выдерживать длительные путешествия в плохих условиях. В дополнение к этому из-за своей жёсткости алюминиевый корпус более долговечен, чем кожа или ткань, и алюминиевый кейс защищает багаж от попадания в него пыли или воды.
Алюминиевые кейсы были показаны в более чем 200 голливудских картинах и телешоу. Помимо алюминиевых, Zero Halliburton также выпускает кейсы из поликарбоната и тексалиума (покрытое алюминием стекловолокно). Знаменитый ядерный чемоданчик (портфель, используемый президентом США на случай ядерной атаки) является видоизменённым кейсом Zero Halliburton.